# Rohozná (okres Jihlava)
Obec Rohozná (německy Rohosna) se nachází v okrese Jihlava v kraji Vysočina. Leží asi 10 km západně od Jihlavy a 10 km jihovýchodně od Pelhřimova. Žije zde 414 obyvatel.

## Název
Název se vyvíjel od varianty Rohosen (1370), Rohozna (1379, 1415, 1654). Místní jméno vzniklo patrně z přídavného jména rohozný (rákosový). Existuje však i teorie, podle níž název pochází od rohatých peněz, které se zde razily v době těžby stříbra.

## Historie
První písemná zmínka o obci pochází z roku 1369, kdy Kucz a Jekel z Rohozné byli v letech 1369–1372 dlužni ženě jihlavského měšťana Peška z Pelhřimova 38 grošů. Koncem 14. století tvořila Rohozná součást panství řečického. V jejím čele stál rychtář, který od roku 1425 sídlil  v Jihlavě. Od poloviny 16. století tvořila Rohozná součást pelhřimovského panství, kdy jej od Jana Trčky z Lípy získal Adam Říčanský z Říčan. Tehdejší rohozenské rychtáře však nepojil k vrchnosti žádný jiný závazek než povinnosti svého úřadu a proto se jim říkalo rychtáři svobodní.
Počátkem 17. století postihla obec tragická událost – mor. Když mor pominul, zůstala ves liduprázdná. Hrstka obyvatel, která se chtěla zachránit, odešla ze vsi, čehož využili tehdejší měšťané Pelhřimova a za poskytnutí jídla požadovali celý jejich majetek. Tímto způsobem připadly rozsáhlé lesy rohozenské obci Pelhřimov.
V roce 1715 přichází významný pelhřimovský měšťan Josef Ignác Pichman návrhem, aby se odlehlé dvory včetně Rohozné pronajaly, a zlepšila se tak jejich prosperita. Nájemcem rohozenského dvora, dosavadní majitel zdejší hospody, měl napříště odvádět městu peněžní úrok (25–40 zlatých), a poplatek z vyšenkovaného piva a kořalky.
Za vlády Marie Terezie byl zaveden tzv. Raabův systém, který postupně vedl k tomu, že vrchnostenské dvory byly zrušeny a většina půdy se rozdělila mezi dědičné nájemce. Roku 1788 byl tento systém dokončen též v Pelhřimově. Rohozná se rozrostla o nové domy a část zdejších pastvin byla přenechána obcím jako obecní majetek.
V důsledku Stadionova prozatímního obecního zřízení z 20. března 1849 byly i v Rohozné zřízeny dva samosprávné orgány. Jednak širší orgán obecního výboru a  jednak užší orgán purkmistra (starosty). Mezi významné rohozenské starosty patřili např. lesmistr Václav Herget, mlynář Josef Bezděkovský z tzv. Dolního mlýna či chalupník Václav Rod.
Sbor dobrovolných hasičů vznikl 16. listopadu 1890. První představitelé byli zvoleni až 22. března 1891, v té době byla postavena kolna pro čtyřkolovou stříkačku. V roce 1935 došlo k výstavbě hasičského skladiště. 30. září 1994 byla slavnostně otevřena nová hasičská zbrojnice. K roku 2013 má 68 členů. V roce 2018 získala obec ocenění v soutěži Vesnice Vysočiny 2018, konkrétně obdržela Zlatou cihlu kategorie A za obnovu/rekonstrukci památkově chráněných objektů a památek místního významu za opravu kostela sv. Václava.

## Přírodní poměry

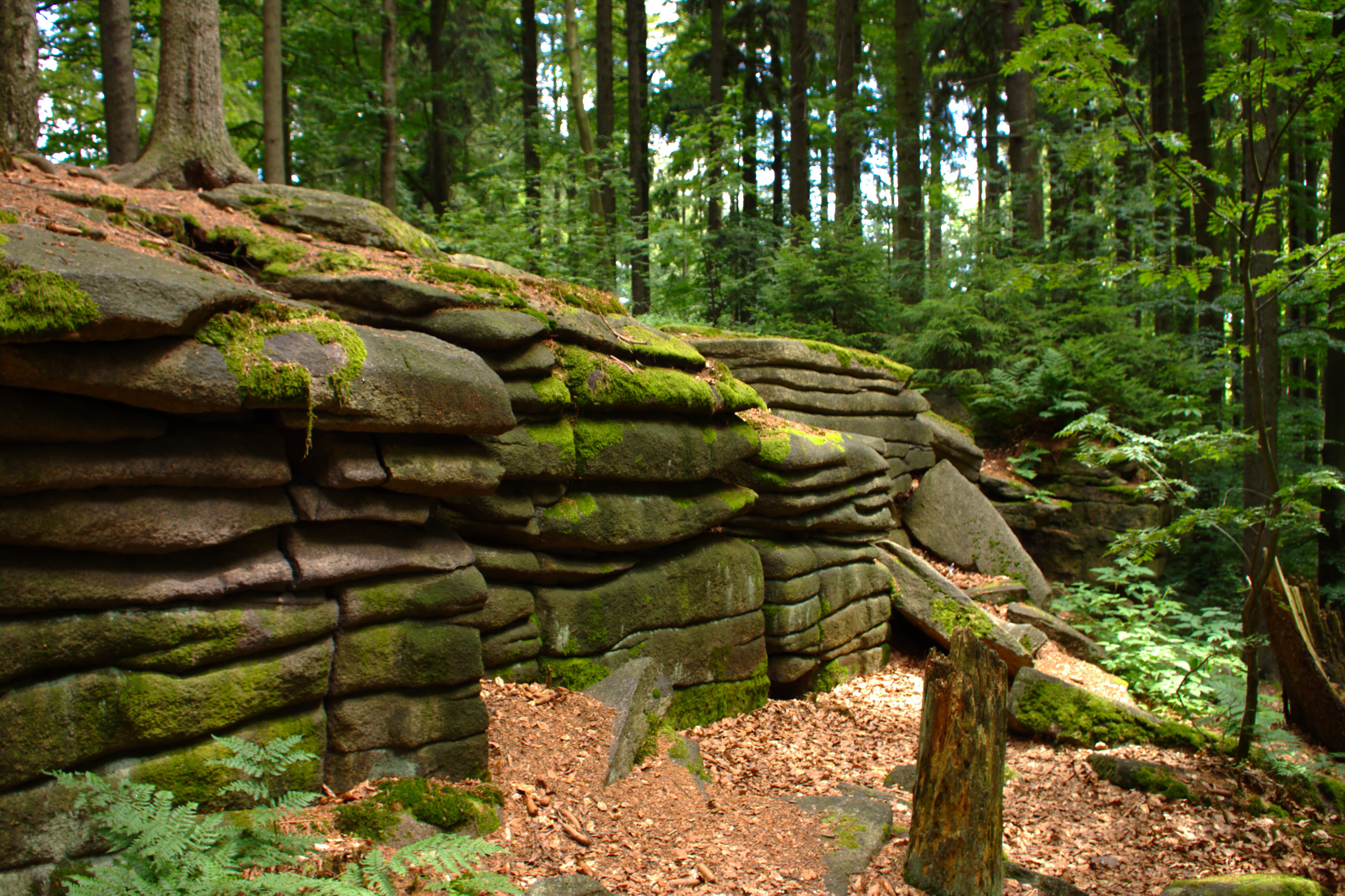
Skalní formace přírodní památky Čertův hrádek

Rohozná leží v okrese Jihlava v Kraji Vysočina. Nachází se 4,5 km jižně od Hojkova, 14 km jihozápadně od Jihlavy, 4 km západně od Dolní Cerekve, 4 km severně od Batelova, 6 km severovýchodně od Horní Cerekve, 3 km východně od Těšenova a 4,5 km jihovýchodně od Nového Rychnova. Geomorfologicky je oblast součástí Česko-moravské subprovincie, konkrétně Křemešnické vrchoviny a jejích podcelků Pacovská pahorkatina a Humpolecká vrchovina, v jejichž rámci spadá pod geomorfologické okrsky Rohozenská kotlina a Čeřínecká vrchovina. Průměrná nadmořská výška činí 554 metrů.
Nejvyšší bod, Čertův hrádek (714 m n. m.), leží na severní hranici katastru obce. V severozápadní části stojí Lísek (645 m n. m.) a jižně od Rohozné Nad Loukami (603 m n. m.). Obcí protéká potok Rohozná, do níž se na východně vlévá Dolnohuťský potok, na němž se rozkládá rybník Klechtavec. Na území Rohozné se nachází přírodní památka Čertův hrádek s ochranou význačného geologického a geomorfologického útvaru a zbytků přirozených jedlobukových porostů. Po obou stranách cesty od hájovny Starý Hamr k lesním pozemkům roste 22 památných dubů letních.

## Obyvatelstvo
Podle sčítání 1921 zde žilo v 138 domech 915 obyvatel, z nichž bylo 477 žen. 908 obyvatel se hlásilo k československé národnosti, 1 k německé. Žilo zde 892 římských katolíků, 20 evangelíků a 3 židé.
| Rok            | 1869 | 1880 | 1890 | 1900 | 1910 | 1921 | 1930 | 1950 | 1961 | 1970 | 1980 | 1991 | 2001 | 2006 | 2014 |
| Počet obyvatel | 860  | 941  | 911  | 873  | 868  | 915  | 805  | 593  | 596  | 473  | 438  | 373  | 357  | 354  | 391  |

## Obecní správa a politika

### Místní části, členství ve sdruženích
Obec leží na katastrálním území Rohozná u Jihlavy. Její součástí jsou místní části Familie, Sedlíšťky, Kopaniny a Šance. Rohozná je členem Mikroregionu Třešťsko a místní akční skupiny Třešťsko.

### Přehled rohozenských rychtářů, starostů a předsedů MMV[5]
| V úřadu                      | Jméno                         |
| ---------------------------- | ----------------------------- |
| 1600, 1615                   | Krkavec Petr                  |
| 1789                         | Dvořák Matěj, čp. 27          |
| 1789, 1790, 1792, 1796       | Kadlec Josef, čp. 1           |
| 1801, 1803, 1805, 1806, 1807 | Rod Jan Nepomucký, čp. 34     |
| 1810                         | Sova Jan Nepomucký, čp. 26    |
| 1813, 1814                   | Kadlec Václav, čp. 22         |
| 1820, 1821                   | Vonderka Matěj, čp. 11        |
| 1824                         | Rod Václav, čp. 23            |
| 1826                         | Dvořák Vojtěch, čp. 12        |
| 1838                         | Dedera Jan, čp. 28            |
| 1843                         | Bezděkovský Josef, čp. 1      |
| 1852, 1853, 1856, 1859       | Dvořák Matěj, čp. 27          |
| 1862                         | Máca Matěj, čp. 14            |
| 1865                         | Zeman Jan, čp. 13             |
| 1868                         | Dvořák František, čp. 12      |
| 1871                         | Jiroušek Jan, čp. 4           |
| 1874                         | Marek František, čp. 33       |
| 1880                         | Zeman Jan, čp. 13             |
| 1880–1883                    | Dedera Matěj, čp. 13          |
| 1883–1886                    | Herget Václav                 |
| 1886–1890                    | Bezděkovský František, čp. 38 |
| 1890–1896                    | Jiroušek Josef, čp. 13        |
| 1896–1900                    | Beran František, čp. 9        |
| 1900                         | Jiroušek Josef, čp. 13        |
| 1900–1903                    | Venkrbec František, čp. 30    |
| 1903–1910                    | Razima Matěj, čp. 23          |
| 1910–1913                    | Bezděkovský Josef, čp. 36     |
| 1913                         | Rod Václav, čp. 25            |
| 1914–1923                    | Bezděkovský Josef, čp. 36     |
| 1923–1945                    | Rod Václav, čp. 25            |
| 1945                         | Hanzal Josef , čp. 32         |
| 1950–1957                    | Rod Josef, čp. 150            |
| 1957–1964                    | Brinke Miroslav, čp. 112      |
| 1964–1976                    | Kochrda Bohuslav, čp. 137     |
| 1976–1990                    | Nevěčný Karel, čp. 84         |
| 1990–1998                    | Přech Jan, čp. 154            |
| 1998–2014                    | Venkrbec František, čp. 86    |
| 2014–dosud                   | Šteflová Štěpánka             |

### Zastupitelstvo a starosta
Obec má devítičlenné zastupitelstvo, v jehož čele od roku 2014 stojí starostka Štěpánka Šteflová.
| Období    | Voliči | Účast v % | Mandáty | Výsledky                                        | Starosta           |
| --------- | ------ | --------- | ------- | ----------------------------------------------- | ------------------ |
| 2002–2006 | 303    | 50,17     | 9       | 9 KSČM                                          | František Venkrbec |
| 2006–2010 | 299    | 89,63     | 9       | 8 KSČM 1 Josef Bezděkovský                      | František Venkrbec |
| 2010–2014 | 310    | 87,10     | 9       | 6 Zástupci občanských sdružení 2 SNK II 1 SNK I | František Venkrbec |
| 2014–2018 | 318    | 82,39     | 9       | 7 Nezávislí kandidáti 2 SNK v Rohozné           | Štěpánka Šteflová  |

### Znak a vlajka
Právo užívat znak a vlajku bylo obci uděleno rozhodnutím Poslanecké sněmovny Parlamentu České republiky dne 30. listopadu 2007.
Znak: V modrém štítě z prostředního vrchu stříbrného trojvrší s červenou svatojakubskou mušlí vyrůstají od středu na obě strany špičák a hornická motyka, odvrácené, stříbrné a na zlatých násadách, provázené třemi vyrůstajícími zlatými obilnými klasy. Vše převýšeno knížecí čepicí.
Vlajka: List tvoří čtyři vodorovné pruhy, modrý, bílý, červený a bílý, v poměru 5 : 1 : 1 : 1. Z horního bílého pruhu vyrůstají od středu na obě strany špičák a hornická motyka, odvrácené, bílé a na žlutých násadách, provázené třemi vyrůstajícími žlutými obilnými klasy. Vše převýšeno knížecí čepicí. Poměr šířky k délce listu je 2 : 3.

## Hospodářství a doprava
Nachází se zde husí farma Josefa Třísky, Bezděkovský mlýn, ekologická farma manželů Řezníčkových, Svatební salon Elegance a Svatební salon Noiva. Dále tu sídlí firmy POROS, spol. s r.o., RYHOS s.r.o., PEKOZ-plus, s.r.o., Huegli Tech Eastern Europe s.r.o., pobočka České pošty a obchod firmy LAPEK, a.s. Obcí prochází silnice III. třídy č. 1335 z Nového Rychnova k Dolní Cerekvi. Dopravní obslužnost zajišťují dopravci ICOM transport a Jaromír Herna. Autobusy jezdí ve směrech Pelhřimov, Nový Rychnov, Batelov, Jihlava, Kamenice nad Lipou, Počátky, Vyskytná, Horní Cerekev, Jihlávka, Lovětín a Jindřichův Hradec. Obcí prochází cyklistické trasy č. 5129 z Nového Rychnova do Jezdovic a č. 5090 k Čeřínku.

## Školství, kultura a sport
Od 50. let 20. století dojíždějí místní děti do základní školy v Batelově, předtím zdejší děti chodily do škol v Dolní Cerekvi či v Novém Rychnově. Sídlí zde i knihovna a Sbor dobrovolných hasičů Rohozná. Sportovní klub Rohozná hraje v roce 2014/2015 fotbalovou IV. třídu skupinu B v okrese Jihlava.

## Pamětihodnosti
- Kostel svatého Václava z roku 1881 na návsi
- Přírodní památka Čertův hrádek
- Šance, terénní pozůstatky švédského tábora ze třicetileté války